# Civrieux (Ain)
Civrieux és un municipi francès situat al departament de l'Ain i a la regió d'Alvèrnia-Roine-Alps. L'any 2007 tenia 1.341 habitants.

## Demografia

### Població
El 2007 la població de fet de Civrieux era de 1.341 persones. Hi havia 460 famílies de les quals 68 eren unipersonals (36 homes vivint sols i 32 dones vivint soles), 140 parelles sense fills, 216 parelles amb fills i 36 famílies monoparentals amb fills.
La població ha evolucionat segons el següent gràfic:
Habitants censats

### Habitatges
El 2007 hi havia 488 habitatges, 469 eren l'habitatge principal de la família, 5 eren segones residències i 14 estaven desocupats. 442 eren cases i 45 eren apartaments. Dels 469 habitatges principals, 387 estaven ocupats pels seus propietaris, 75 estaven llogats i ocupats pels llogaters i 7 estaven cedits a títol gratuït; 4 tenien una cambra, 13 en tenien dues, 40 en tenien tres, 101 en tenien quatre i 311 en tenien cinc o més. 425 habitatges disposaven pel capbaix d'una plaça de pàrquing. A 147 habitatges hi havia un automòbil i a 309 n'hi havia dos o més.

### Piràmide de població
La piràmide de població per edats i sexe el 2009 era:
| Homes | Edats   | Dones |
| ----- | ------- | ----- |
| 0     | 95 o +  | 0     |
| 0     | 90 a 94 | 4     |
| 0     | 85 a 89 | 4     |
| 0     | 80 a 84 | 4     |
| 4     | 75 a 79 | 8     |
| 24    | 70 a 74 | 16    |
| 8     | 65 a 69 | 20    |
| 36    | 60 a 64 | 16    |
| 24    | 55 a 59 | 24    |
| 64    | 50 a 54 | 56    |
| 48    | 45 a 49 | 48    |
| 40    | 40 a 44 | 32    |
| 56    | 35 a 39 | 60    |
| 40    | 30 a 34 | 52    |
| 16    | 25 a 29 | 4     |
| 20    | 20 a 24 | 12    |
| 40    | 15 a 19 | 20    |
| 52    | 10 a 14 | 36    |
| 52    | 5 a 9   | 68    |
| 44    | 0 a 4   | 40    |

## Economia
El 2007 la població en edat de treballar era de 902 persones, 682 eren actives i 220 eren inactives. De les 682 persones actives 652 estaven ocupades (347 homes i 305 dones) i 30 estaven aturades (15 homes i 15 dones). De les 220 persones inactives 68 estaven jubilades, 110 estaven estudiant i 42 estaven classificades com a «altres inactius».

### Ingressos
El 2009 a Civrieux hi havia 468 unitats fiscals que integraven 1.364,5 persones, la mediana anual d'ingressos fiscals per persona era de 22.417 €.

### Activitats econòmiques
Dels 59 establiments que hi havia el 2007, 2 eren d'empreses extractives, 1 d'una empresa alimentària, 2 d'empreses de fabricació d'altres productes industrials, 14 d'empreses de construcció, 10 d'empreses de comerç i reparació d'automòbils, 5 d'empreses de transport, 3 d'empreses d'hostatgeria i restauració, 2 d'empreses d'informació i comunicació, 2 d'empreses financeres, 4 d'empreses immobiliàries, 12 d'empreses de serveis i 2 d'empreses classificades com a «altres activitats de serveis».
Dels 19 establiments de servei als particulars que hi havia el 2009, 1 era una oficina bancària, 3 tallers de reparació d'automòbils i de material agrícola, 1 paleta, 2 guixaires pintors, 3 fusteries, 1 lampisteria, 2 electricistes, 1 empresa de construcció, 1 perruqueria, 2 restaurants, 1 agència immobiliària i 1 saló de bellesa.
Dels 3 establiments comercials que hi havia el 2009, 1 era un supermercat, 1 una botiga de menys de 120 m² i 1 una fleca.
L'any 2000 a Civrieux hi havia 32 explotacions agrícoles que ocupaven un total de 1.232 hectàrees.

## Equipaments sanitaris i escolars
El 2009 hi havia una escola elemental.

## Poblacions més properes
El següent diagrama mostra les poblacions més properes.